# Ligny-le-Châtel
Ligny-le-Châtel település Franciaországban, Yonne megyében. Lakosainak száma 1211 fő (2022. január 1.). Ligny-le-Châtel Chéu, Maligny, Villy, Jaulges, Lignorelles, Méré, Pontigny, Varennes és Vergigny községekkel határos.

## Népesség
A település népességének változása:
| Lakosok száma | 1323 | 1289 | 1302 | 1280 | 1255 | 1228 | 1201 | 1197 | 1211 |
|               | 2013 | 2015 | 2016 | 2017 | 2018 | 2019 | 2020 | 2021 | 2022 |